# Enko Education
Enko Education est un réseau africain d'éducation secondaire privée lancé en 2013 par le Camerounais Cyrille Nkontchou,,, et le Français Éric Pignot, qui en est le PDG. Il s'agit de la branche éducation du fonds d'investissement Enko Capital, créé en 2007 par Nkontchou et basé à Johannesbourg.

## Les écoles Enko Education à travers l'Afrique
En Mars 2023, on recense 15 écoles Enko Education dans 9 pays d'Afrique.  Enko Education est présent au Cameroun, en Afrique du Sud, en Zambie, au Mozambique, en Côte d'Ivoire, au Sénégal et prévoit un développement au Burkina Faso et au Mali en 2018. Tout en laissant une large autonomie aux établissements auxquels il s'associe, Enko supervise l'offre pédagogique et éducative. Le réseau permet notamment la préparation du Baccalauréat International ou propose le programme Cambridge, à un prix présenté comme accessible aux classes moyennes supérieures du continent.
L'une des particularités de l'enseignement au sein des établissements Enko Education est le bilinguisme progressif : les programmes étant anglophones et les pays d'accueil francophones ou lusophones.
Enko Education applique principalement les programmes du Baccalauréat international et de Cambridge International (en)
Trois des programmes IB sont enseignés dans les écoles d'Enko Education : le PYP, le MYP et l'IBDP.
À ce jour, seules les écoles suivantes appartenant au réseau Enko sont reconnues en tant que IB World Schools :
- Enko La Gaieté International School, Yaoundé, Cameroun
- Enko Riverside International School, Maputo, Mozambique
- Enko John Wesley International School, Abidjan, Côte d’Ivoire
- Enko Bonanjo International School, Douala, Cameroun
- Enko WACA International School, Dakar, Sénégal
- Enko Riviera International School, Abidjan, Côte d'Ivoire

Les autres écoles Enko Education candidates et engagées dans le processus d’autorisation :
- Enko Dakar International School, Dakar, Sénégal
- Enko Benga International School, Tete, Mozambique

Les autres écoles internationales :
- Enko Sekeleka International School, Vilankulo, Mozambique
- Enko Bamako International School, Bamako, Mali
- Enko Ouaga International School, Ouagadougou, Burkina Faso
- Pestalozzi Education Center, Lusaka, Zambia